# John Grogan
John Grogan (* 20. März 1957 in Detroit, Michigan) ist ein US-amerikanischer Journalist und Autor, welcher unter anderem den Bestseller Marley & Ich verfasste.

## Leben
Grogan wurde am 20. März 1957 in Detroit, Michigan, als jüngstes von vier Geschwistern in eine katholische Familie irischer Abstammung geboren. Sein Vater Richard war Ingenieur bei General Motors und Marineveteran, während seine Mutter Ruth Marie Hausfru. Nicht lange nach seiner Geburt zog die Familie nach Harbor Hills in Orchard Lake Village in Michigan. Die Nachbarschaft diente als Schauplatz für einen Großteil seiner 2008 erschienenen Memoiren The Longest Trip Home. Grogan bemerkt, dass die Leidenschaft und Begabung seiner Mutter für das Geschichtenerzählen bei ihm „nachgelassen“ habe. In der achten Klasse (1970–71) an der  Our Lady of Refuge schrieb er humorvolle Geschichten über die Nonnen. Er wechselte 1975 als Student im zweiten Jahr von der Brother Rice Catholic High an eine öffentliche High School, die West Bloomfield High School. In der High School schrieb er für seine Schülerzeitung und gründete eine Untergrund-Boulevardzeitung. Er besuchte die Central Michigan University, wo er Journalismus und Englisch belegte und für die Schülerzeitung „CM-Life“ schrieb.
Sein erstes College-Praktikum absolvierte er bei einer kommunalen Wochenzeitung namens „The Spinal Column“. Nach seinem Abschluss an der Central Michigan University im Jahr 1979 wurde er als Polizeireporter eingestellt bei der Zeitung Herold-Palladium in St. Joseph (Michigan). 1985 erhielt er ein Stipendium für das Kiplinger Mid-Career Program in Public Affairs Reporting an der Ohio State University, wo er einen Master-Abschluss in Journalismus erwarb und 1986 seinen Abschluss machte. Später wurde er als Fellow am Poynter Institute of Media Studies in St. Petersburg (Florida). Nach dem Stipendium wurde er als Reporter beim Sun-Sentinel in Fort Lauderdale in  Florida angestellt und schließlich zum großstädtischen Kolumnisten befördert. Im Jahr 1999 wurde er zum Chefredakteur der Zeitschrift Organic Gardening ernannt und zog nach Pennsylvania. Drei Jahre später, im Jahr 2002, wechselte er als Kolumnist zu The Philadelphia Inquirer, der 2007 einen Zusammenstellung seiner besten Artikel unter dem Titel Bad Dogs Have More Fun („Böse Hunde haben mehr Spaß“) veröffentlichte. Ein weiteres Werk, The Longest Trip Home, wurde am 21. Oktober 2008 veröffentlicht. Im Frühjahr 2012 wechselte er als außerordentlicher Professor in die Abteilung für Journalismus und Kommunikation an die Lehigh University. Er unterrichtet einen Schreibkurs mit dem Titel „Memoir and Me: First-Person Non-Fiction Narratives“.
John Grogan hat mit seiner Frau Jenny, mit er seit 1989 verheiratet ist, zwei Söhne und eine Tochter. Er lebt seit 2008 in Coopersburg nah Allentown in Pennsylvania.

## Marley und Ich
Eines der bekanntesten Bücher von John Grogan wurde unter dem Titel Marley und ich (Marley and me) veröffentlicht. Es begann damit, dass er in der Kolumne über sein Leben mit seinem Hund Marley berichtete und daraufhin so viele Leserzuschriften erhielt, dass er beschloss ein Buch zu schreiben. Das Buch war monatelang in England und in Amerika ein Bestseller. Es wurde 2008 sehr erfolgreich verfilmt. Der Erfolg zog diverse englischsprachige Kinderbücher über den Hund Marley wie Bad Dog, Marley, A Very Marley Christmas und Marley Goes to School nach sich.